# Баранов, Илья Григорьевич
Илья Григорьевич Баранов (род. 22 сентября 1995, Москва) — российский хоккеист.

## Клубная карьера
Начал заниматься хоккеем в родной Москве — в академии «Северной звезды», в составе которой выступал в кубке федерации хоккея и открытом чемпионате Москвы. В 2009 году перешёл в академию мытищинского «Атланта». С сезона 2013/14 начал выступать за клуб молодёжной хоккейной лиги «Атланты». В своём дебютном сезоне в МХЛ провёл 51 матч, набрав 26 (14+12) очков, при показателе полезности «+7». Всего за мытищинский клуб выступал до конца сезона 2014/15 и всего провёл 111 матчей, набрав 63 (31+32) очка, при показателе полезности «+27».
Перед начал сезона 2015/16 пополнил систему московского «Динамо», где начал выступать в МХЛ за ХК МВД. Но провёл в сезоне всего 6 матчей, набрав 5 (4+1) очков, играя в основном в фарм-клубе балашихинском «Динамо», выступающее в высшей хоккейной лиге. В дебютном сезоне в ВХЛ провёл 51 матч, набрав 23 (7+16) очка, при показателе полезности «+11». 18 апреля 2017 года вместе с командой стал обладателем Кубка Братина. Всего выступал за балашихинский клуб до конца сезона 2016/17 и провёл 110 матчей, набрав 51 (23+28) очко.
7 июля 2017 года перешёл в систему «Салавата Юлаева», подписав двусторонний контракт сроком на один год. После перехода начал выступать за фарм-клуб «Торос», в составе которого за четыре сезона провёл 161 матч, набрал 134 (61+73) очка. В КХЛ дебютировал 26 октября 2017 года в матче против магнитогорского «Металлурга» (1:4), проведя на площадке четыре минуты и тридцать семь секунд. Всего за «Салават Юлаев» в КХЛ сыграл 40 матчей, в которых набрал 9 (6+3) очков.
20 мая 2021 года в результате обмена на денежную компенсацию, Баранов пополнил систему московского «Спартака».
С сезона 2024/25 перешёл в состав кирово-чепецкой «Олимпии».

## Достижения
- Обладатель Кубка Братина: 2017
- Бронзовый призер Кубка Петрова: 2019
- Обладатель Кубка Петрова: 2023